# Bombardement de l'école maternelle de Stanytsia Louhanska
 (avril 2023).
Le bombardement de l'école maternelle de Stanytsia Louhanska est le bombardement par des séparatistes d'un jardin d'enfants de Stanytsia Louhanska, en Ukraine, survenu le 17 février 2022 (7 jours avant l'invasion russe de l'Ukraine en 2022,,,,,,) ayant fait 3 blessés et laissé la moitié de la ville sans électricité.

## Bombardement
Le 17 février 2022, un obus de mortier a atterri dans un jardin d'enfants à Stanytsia Louhanska, dans l'oblast de Louhansk, en Ukraine. La république populaire de Lougansk (Sergueï Kozlov) a accusé l'Ukraine d'avoir utilisé des mortiers, des lance-grenades, des lance-roquettes et/ou une mitrailleuse le long de sa ligne de contact, peut-être près de Stanytsia Louhanska. Des sources ukrainiennes ont affirmé que la république populaire de Lougansk et les positions russes avaient tirées depuis quelque part près de Mykolaïvka ou de la ville de Louhansk vers Stanytsia Louhanska,. Le bombardement est survenu pendant le prélude de l'invasion russe de l'Ukraine.
Le 26 février, la colonie a été occupée par les forces terrestres russes dans le cadre de l'invasion russe de l'Ukraine en 2022.

## Réactions
Josep Borrell, le haut représentant de l'Union pour les affaires étrangères et la politique de sécurité (UE), a déclaré qu'"un tel bombardement aveugle d'infrastructures civiles est totalement inacceptable et représente une violation flagrante du cessez-le-feu et des accords de Minsk". Borrell a également exprimé le soutien de l'UE aux frontières internationalement reconnues de l'Ukraine et a appelé à un accès sans restriction pour la mission spéciale d'observation de l'OSCE en Ukraine sur l'ensemble du territoire ukrainien, y compris les zones occupées par la Russie.
L'ambassade des États-Unis à Kiev a qualifié l'attaque de "violation russe odieuse des accords de Minsk" qui a démontré "le mépris de la Russie pour les civils ukrainiens des deux côtés de la ligne de contact". L'ambassade a également déclaré que "l'agresseur dans le Donbass est clair - la Russie".